# Damien Nazon
Pour les articles homonymes, voir Nazon.

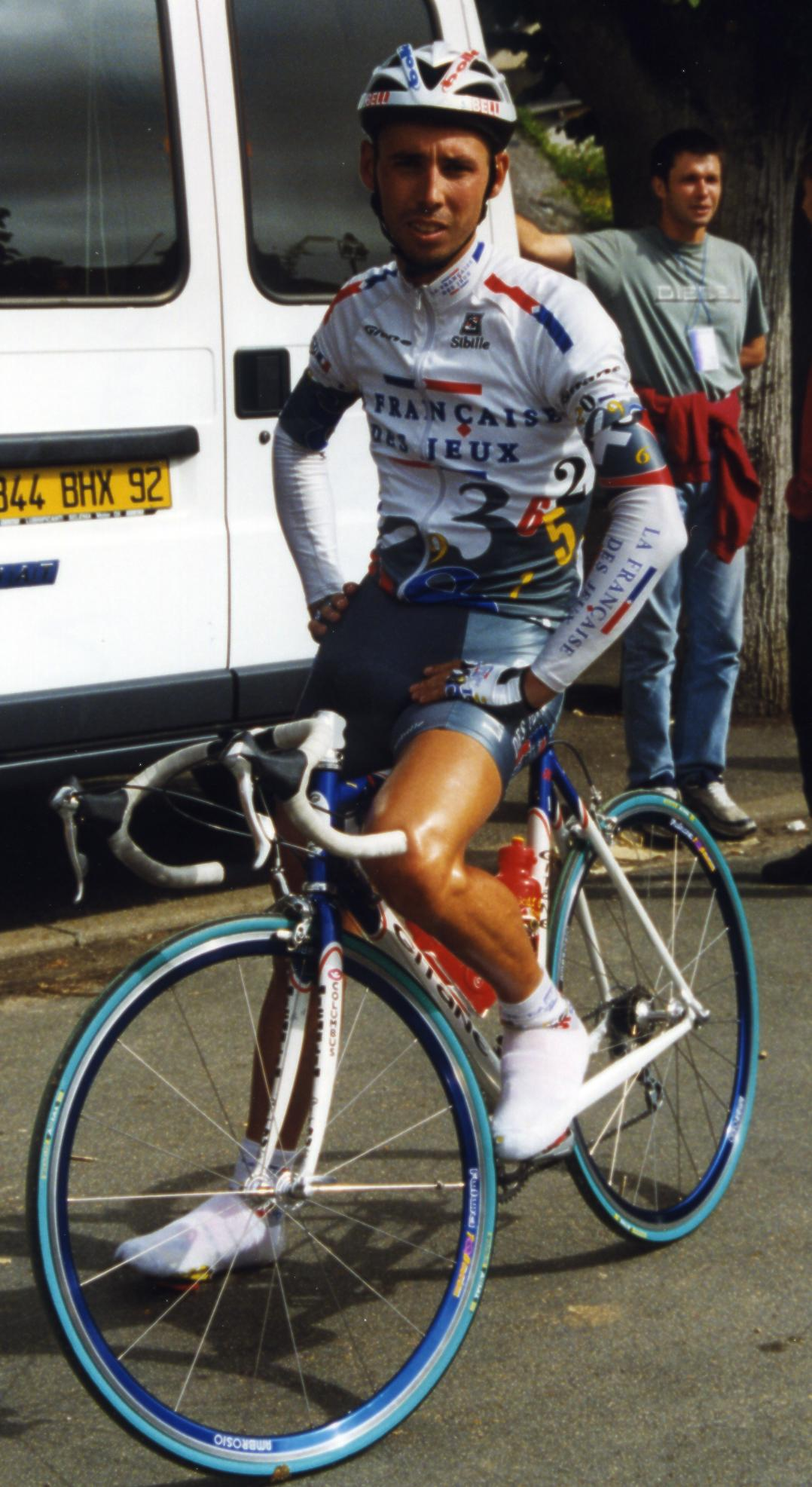
Damien Nazon durant le Tour de l'Avenir 1998

Damien Nazon, né le 26 juin 1974 à Épinal, est un coureur cycliste français professionnel de 1996 à 2005. Son frère cadet Jean-Patrick est également coureur cycliste.

## Palmarès
- 1994
  - 1re étape du Circuit de la Sarthe
  - 2e de la Flèche de Locminé
  - 2e du Grand Prix de Buxerolles
  - 3e du Tour du Canton de Saint-Ciers
  - 3e du championnat de France sur route amateurs
- 1995
  - Circuit des plages vendéennes :
    - Classement général
    - 1re étape

  - Tour du Canton de Saint-Ciers
  - Prologue, 6e, 8e et 9e étapes de la Course de la Paix
  - Paris-Roubaix espoirs
  - 8e étape du Circuit des Mines
  - Grand Prix d'Espéraza
  - 1re et 4e étapes du Tour de Chine
  - 2e du championnat de France du contre-la-montre par équipes
  - 3e du Chrono des Nations espoirs
  - 3e du Trophée Mavic
- 1996
  - 5e étape du Tour de Navarre
- 1997
  - 3eb et 5e étapes du Circuit des Mines
  - 6e étape du Tour de l'Avenir
  - 2e du championnat de France sur route
  - 3e de Paris-Mantes-en-Yvelines
- 1998
  - 1re et 2e étapes du Circuit des Mines
  - 4e étape du Grand Prix du Midi libre
  - 2e étape du Critérium du Dauphiné libéré
  - 3e du Circuit des Mines
- 1999
  - 2e et 7e étapes du Tour de Normandie
  - 3e et 5e étapes du Circuit de la Sarthe
  - 5e étape du Tour de l'Avenir
- 2000
  - 3e étape du Tour de Langkawi
  - 1re étape du Grand Prix du Midi libre
  - Grand Prix de Villers-Cotterêts
  - Prix Xavier Louarn
  - 1re étape du Tour du Poitou-Charentes
  - 3e de la Mi-août bretonne
- 2001
  - 3e et 4e étapes de l'Étoile de Bessèges
  - 2e de l'Étoile de Bessèges
- 2002
  - 2e étape du Tour du Qatar
  - 2ea étape du Tour de Belgique
  - 1re étape de la Route du Sud
  - 1re étape du Tour de l'Ain
  - 3e étape du Tour du Poitou-Charentes
  - 2e du Tour du Qatar
  - 3e de Grand Prix de Denain
- 2003
  - 2e étape du Tour du Qatar
  - Grand Prix de Lillers
  - 1re étape du Critérium international
- 2005
  - 3e étape du Circuit de la Sarthe
  - 4e étape du Tour de Picardie

## Résultats sur les grands tours

### Tour de France
7 participations 
- 1997 : hors-délais (9e étape)
- 1998 : 96e et lanterne rouge
- 1999 : hors-délais (15e étape)
- 2000 : 126e
- 2001 : 109e
- 2002 : 151e
- 2003 : 129e